# Eiland-Keltische talen
De eiland-Keltische talen is een subgroep van talen binnen de Keltische talen. Aangezien alle Vasteland-Keltische talen zijn uitgestorven, zijn alle levende Keltische talen Eiland-Keltische talen. De taalgroep is verder opgesplitst in Brythonische talen, en Goidelische talen. De talen eerste groep worden ook wel de P-Keltische talen genoemd, en de talen in de tweede groep worden ook wel de Q-Keltische talen genoemd. Die namen komen van de klank die de (vermeende) Indo-Europese Qu verving: Een P voor de P-Keltische en een K voor de Q-Keltische talen.

## Classificatie
- Indo-Europees
  - Keltisch
    - Eiland-Keltisch
      - Brits
        - Bretons
        - Cornish
        - Welsh
        - Pictisch †
        - Cumbrisch †

      - Goidelisch
        - Iers
        - Schots-Gaelisch
        - Manx-Gaelisch

    - Vasteland-Keltische talen †
      - Lepontisch †
      - Keltiberisch †
      - Gallisch †

## Zie verder
- Brythonisch, Brits of P-Keltische talen
- Goidelisch, of Q-Keltische talen